# Twan Hol
Twan Hol (Venlo, 5 december 1958) is een voormalig Nederlands voetballer en voetbaltrainer.

## Loopbaan
Vanuit de jeugdopleiding van FC VVV werd Hol in 1976 door trainer Rob Baan toegevoegd aan de selectie van het eerste elftal. Daar maakte de verdediger op 20 mei 1978 zijn debuut tijdens de intertoto-competitie in een met 3-0 verloren uitwedstrijd bij Foggia als invaller voor Mat Bours. Het zou bij dat ene optreden blijven. Hol verkaste na afloop van dat seizoen naar amateurclub VOS waar hij nog jarenlang als aanvoerder in het eerste elftal zou spelen. Later was hij nog werkzaam als trainer in het amateurvoetbal, bij onder andere VVV '03, VOS, IVO, Quick Boys '31 en SC Irene.

## Clubstatistieken
| Seizoen         | Club            | Competitie      | Competitie | Competitie | Beker | Beker | Intertoto | Intertoto | Totaal | Totaal |
| Seizoen         | Club            | Competitie      | Wed.       | Dlp.       | Wed.  | Dlp.  | Wed.      | Dlp.      | Wed.   | Dlp.   |
| --------------- | --------------- | --------------- | ---------- | ---------- | ----- | ----- | --------- | --------- | ------ | ------ |
| 1976/77         | FC VVV          | Eredivisie      | 0          | 0          | 0     | 0     | —         | —         | 0      | 0      |
| 1977/78         | FC VVV          | Eredivisie      | 0          | 0          | 0     | 0     | 1         | 0         | 1      | 0      |
| Carrière totaal | Carrière totaal | Carrière totaal | 0          | 0          | 0     | 0     | 1         | 0         | 1      | 0      |